# 環状アデノシン二リン酸リボース
環状アデノシン二リン酸リボース（かんじょうアデノシンにリンさんリボース、Cyclic ADP-ribose、cADPR）は、アデノシンの5'位に2つのリン酸基が結合してさらに5'位で別のリボースと結合し、それがアデニンのN1の位置とグリコシド結合を作って環状化した、環状のアデノシンヌクレオチドである。これは、ADPリボシルシクラーゼの作用によってニコチンアミドアデニンジヌクレオチドからセカンドメッセンジャーとして作られる。

## 機能
cADPRはカルシウムシグナルを伝える細胞内メッセンジャーとして働く。リアノジン受容体のアロステリック分子であり、低濃度でカルシウムの放出を促す。高濃度のカフェインによるリアノジン受容体の活性化は、カフェインがcADPRの役割を果たすことによると考えられている。またこの作用が、cADPRが直接リアノジン受容体に結合することによるものか、FKBP12.6に結合して間接的に効果を及ぼすものかははっきりと分かっていない。

## 代謝
cADPRはCD38ファミリーの酵素によってNAD+から作られる。この酵素は多機能で、cADPRをアデノシン二リン酸リボースに加水分解することもできる。反応は共有結合を持つ中間体を経て進む。また加水分解はアデノシン三リン酸（ATP）によって阻害され、ATPの存在下ではcADPRが蓄積する。